# جامعة أنطاكية السورية الخاصة
جامعة أنطاكية السورية الخاصة، هي جامعة سورية خاصة تأسست بموجب المرسوم رقم /233/ لعام 2017، وتمّ الافتتاح في أيلول 2018.
يرأس الجامعة الدكتور راكان رزوق، وهي تتبع بطريركية أنطاكية وسائر المشرق للسريان الأرثوذكس.

## الموقع
تقع الجامعة في معرة صيدنايا، طريق دير السريان، مقابل دير مار افرام السرياني، في محافظة ريف دمشق، سوريا.

## نظام الدراسة
اعتمدت جامعة انطاكية السورية الخاصة نظام الساعات المعتمدة Credit Hours System للدراسة، حيث تتكون الخطط الدراسية في كل تخصص من مجموعة من الساعات المعتمدة تتوزع على مقررات الخطة الدراسية.

## الكليات والاختصاصات

### كلية الهندسة
| الاختصاص             | الافتتاح | الشهادة الجامعية الممنوحة | عدد سنوات الدراسة |
| -------------------- | -------- | ------------------------- | ----------------- |
| الهندسة المدنية      | 2018     | بكالوريوس                 | 5 سنوات           |
| العمارة وتخطيط المدن | 2018     | بكالوريوس                 | 5 سنوات           |
| الحاسوب والاتصالات   | 2019     | بكالوريوس                 | 5 سنوات           |

### كلية العلوم الإدارية والاقتصادية
| الاختصاص                 | الافتتاح | الشهادة الجامعية الممنوحة | عدد سنوات الدراسة |
| ------------------------ | -------- | ------------------------- | ----------------- |
| إدارة الأعمال            | 2018     | إجازة                     | 4 سنوات           |
| المحاسبة والتمويل        | 2018     | إجازة                     | 4 سنوات           |
| علوم مالية ومصرفية       | 2020     | إجازة                     | 4 سنوات           |
| دعاية وإعلان             | 2020     | إجازة                     | 4 سنوات           |
| نظم وتقانة المعلومات     | 2020     | إجازة                     | 4 سنوات           |
| التسويق والعلاقات العامة | 2020     | إجازة                     | 4 سنوات           |

### كلية العلوم الأساسية
| الاختصاص | الافتتاح | الشهادة الجامعية الممنوحة | عدد سنوات الدراسة |
| -------- | -------- | ------------------------- | ----------------- |
| رياضيات  | 2023     | إجازة                     | 4 سنوات           |
| كيمياء   | 2023     | إجازة                     | 4 سنوات           |
| فيزياء   | 2023     | إجازة                     | 4 سنوات           |

### كلية الآداب والعلوم الإنسانية
| الاختصاص                      | الافتتاح | الشهادة الجامعية الممنوحة | عدد سنوات الدراسة |
| ----------------------------- | -------- | ------------------------- | ----------------- |
| اللغة الإنكليزية              | 2023     | إجازة                     | 4 سنوات           |
| الترجمة: عربي- إنكليزي- فرنسي | 2023     | إجازة                     | 4 سنوات           |

### كلية طب الأسنان
| الكلية     | الافتتاح | الشهادة الجامعية الممنوحة | عدد سنوات الدراسة |
| ---------- | -------- | ------------------------- | ----------------- |
| طب الأسنان | 2021     | بكالوريوس                 | 5 سنوات           |

### كلية الصيدلة
| الكلية  | الافتتاح | الشهادة الجامعية الممنوحة | عدد سنوات الدراسة |
| ------- | -------- | ------------------------- | ----------------- |
| الصيدلة | 2023     | بكالوريوس                 | 5 سنوات           |

### كلية الحقوق[5]
| الكلية | الافتتاح | الشهادة الجامعية الممنوحة | عدد سنوات الدراسة |
| ------ | -------- | ------------------------- | ----------------- |
| الحقوق | 2021     | إجازة                     | 4 سنوات           |